# كارل هاينز كلي
كارل هاينز كلي (بالألمانية: Karl Heinz Klee)‏ (و. 1930 – 2008 م) هو رياضي نمساوي، ولد في إنسبروك، توفي عن عمر يناهز 78 عاماً.

## جوائز
حصل على جوائز منها:
- Pierre de Coubertin Medal [الإنجليزية]‏ (1977)
- ميدالية الشرف الفضية العظمى للخدمات المقدمة لجمهورية النمسا
- وسام النجم القطبي الملكي السويدي

## روابط خارجية
- كارل هاينز كلي على موقع أوليمبيديا (الإنجليزية)